# Wissenschaft als Opfer von Betrug und Fälschung
Wissenschaft als Opfer von Betrug und Fälschung beschreibt vorsätzliche unwahre Behauptungen, erfundene oder gefälschte Forschungsobjekte, die durch Personen außerhalb der Forschungsgemeinschaft generiert wurden. Ursachen und Motivationen für solchen Betrug und Fälschung können Geltungssucht und Streben nach Reichtum sein. Durch gute wissenschaftliche Praxis soll unter anderem verhindert werden, auf solchen Betrug und solche Fälschung hereinzufallen. Wissenschaft als Opfer von Betrug und Fälschung ist abzugrenzen von Betrug und Fälschung in der Wissenschaft, bei dem Wissenschaftler selbst die Betrüger und Fälscher sind. Häufig handelt es sich bei solchen Fälschungen um gefälschte Daten. Die Häufigkeit von Fälschungen in der Wissenschaft und Forschung lässt sich nur schwer schätzen, ein Autor schätzt es auf ca. 2 %

## Beispiele
Die folgenden Fälle von Wissenschaft als Opfer von Betrug und Fälschung haben Aufsehen über ihr Fachgebiet hinaus erregt:

### Archäologie
- 1768 tauchten in Neubrandenburg zahlreiche bronzene Figuren auf: Die als slawische Götterfiguren gedeuteten Prillwitzer Idole erwiesen sich später als geschickte Fälschungen.
- Der Adlerstein bei Würzberg sollte auf den Fund eines gefälschten römischen Legionsadlers hinweisen, der dem Antikensammler Franz I. zu Erbach-Erbach untergeschoben wurde und sich lange in der Antikensammlung im Erbacher Schloss befand.
- Nach dem spektakulären Fund der Mescha-Stele 1868 wurden um 1870 zahlreiche Inschriften und Artefakte gefälscht, die sogenannten Moabitica.
- Iberische Skulpturen vom Cerro de los Santos (Provinz Albacete) wurden in den 1870er Jahren von D. Juan Amat, einem Uhrmacher aus Yecla (Murcia) teils gefälscht, teils durch Hinzufügen von Inschriften oder Attributen überarbeitet. In der Folgezeit war die iberische Kunst in der Forschung nicht anerkannt, was sich erst 1897 mit der Entdeckung der Dama de Elche wieder änderte.[3]
- Saitaphernes-Tiara, die vorgebliche Goldhaube eines Skythenkönigs, 1896 vom Louvre erworben und später als Fälschung entlarvt.
- Francis Drakes Messingplakette war eine 1933 in Kalifornien im Umfeld der Vereinigung E Clampus Vitus (ECV) als Scherz geplante Fälschung. Entgegen der Intention der Fälscher wurde sie durch mehrere Wissenschaftler und bedeutende historische Institutionen als echt anerkannt. Die Fälschung wurde erst rund vierzig Jahre später aufgedeckt.

### Biologie
- Richard Meinertzhagen, der zu seiner Zeit größte private Sammler von ausgestopften Vögeln und Vogelbälgen, verfasste in der ersten Hälfte des 20. Jahrhunderts einige Standardwerke zur Ornithologie. Seine Vogelsammlung stellte sich später als teilweise zusammengestohlen heraus, teilweise hatte Meinertzhagen die Vögel neu präpariert, um die Diebstähle zu vertuschen, teilweise sind Fundort oder -datum falsch angegeben. Nach dem Auffliegen des Skandals mussten die Verbreitungskarten einiger Vogelarten neu gezeichnet werden.

### Geschichtsquellen
siehe auch: Geschichtsfälschung
- Das im Auftrag von Rudolf IV. gefälschte Privilegium Maius, welches Österreich zum Erzherzogtum erhob und das Land mit Rechten ähnlicher denen der Kurfürstentümer ausstattete.
- Die Konstantinische Schenkung ist eine Legende, die der Verleihung des Kirchenstaates an den Papst (tatsächlich König Pippin III. im Jahre 754) durch Rückdatierung und Zuschreibung an den bekannteren Konstantin den Großen mehr Gewicht verleihen sollte.
- Die Monita Secreta, die sich selbst als geheime Instruktionen des jesuitischen Ordensgenerals Claudio Acquaviva an seinen Orden ausgeben, wurden wahrscheinlich zwischen 1611 und 1614 von Hieronim Zahorowski angelegt, um den Jesuitenorden zu diskreditieren.
- Der Florentiner Ferdinando Leopoldo del Migliore ersann 1684 den Erfinder der Brille und gab ihm den Namen Salvino degli Armati. Ende des 18. Jahrhunderts kam es zu ersten Zweifeln, doch erst 1920 wurde die Fälschung endgültig entlarvt.
- Der Kaplan Albert Wilkens fälschte eine Gründungsurkunde für das Stift Nottuln und erfand 250 Jahre Stiftsgeschichte, um als Heimatforscher anerkannt zu werden.
- Die angeblichen Statuten der venezianischen Staatsinquisition wurden König Ludwig XIV. zugespielt und werden bis in die Gegenwart als Beleg für die Grausamkeit der Serenissima benutzt. Der Historiker Samuele Romanin (Storia documentata di Venezia. Venezia 1853–61) hat nachgewiesen, dass es sich um Fälschungen handelt. Sie sind vermutlich vom Gesandten Kaiser Leopolds I. in Venedig oder vom französischen Gesandten in Auftrag gegeben worden. Erstmals veröffentlicht wurden diese Papiere 1819 in der Geschichte Venedigs von Graf Pierre Daru.[4] Nach dessen Darstellung (Bd. II S. 143–145, ebenso Bd. IV. S. 264–266) seien diese Papiere so geheim gewesen, dass nur die drei Staatsinquisitoren – nicht einmal ihr Sekretär – sie kannten und nur ein einziges, stets eingeschlossenes Exemplar existierte. Daru will aber die vorgeblichen Dokumente selbst in gleich drei vollständigen Exemplaren und einem weiteren nicht ganz vollständigen Text entdeckt haben.
- Die Königinhofer Handschrift ist eine vermutlich von Václav Hanka hergestellte und von ihm veröffentlichte Fälschung einer mittelalterlichen Liedersammlung mit 14 Gedichten und Gedichtfragmenten epischer und lyrischer Form in alttschechischer Sprache. Nach der angeblichen Auffindung 1817 wurde die Handschrift jahrzehntelang zur Grundlage eines romantisierenden, nationalen Geschichtsbilds.
- Die Protokolle der Weisen von Zion sind ein antisemitisches Pamphlet, das die Existenz einer jüdischen Weltverschwörung untermauern sollte.
- In seinen Tagebüchern stellte sich der britische Hochstapler Richard Meinertzhagen als Teilnehmer an zahlreichen Ereignissen während und nach dem Ersten Weltkrieg dar. Sie wurden später von Historikern als vertrauenswürdige Quelle aufgefasst und flossen in zahlreichen Geschichtsbücher ein.
- Der ehemalige Nationalsozialist Hermann Rauschning veröffentlichte im Zürcher Exil ausführliche Aufzeichnungen seiner angeblichen Gespräche mit Hitler, die ein Bestseller wurden und lange Zeit als authentische Selbstaussagen Adolf Hitlers von der Forschung genutzt wurden. In Wirklichkeit hatte Rauschning Hitler nur selten persönlich getroffen, und auch dann nie unter vier Augen.
- Emil Lachout verfasste ein auf den 1. Oktober 1948 datiertes Rundschreiben, das den Einsatz von Giftgas in einigen Konzentrationslagern widerlegen sollte. Das Lachout-Dokument wurde bereits 1989 als Fälschung entlarvt.

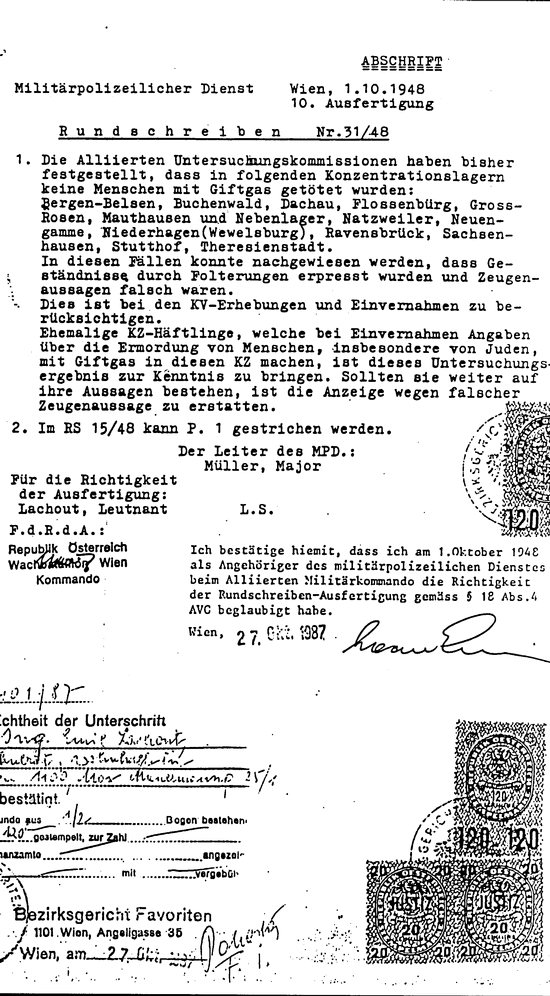
Das Lachout-Dokument wurde bereits 1989 als Fälschung entlarvt.

- Ein Brief, den der ehemalige General und rechtsextreme Verschwörungstheoretiker Erich Ludendorff 1933 an seinen ehemaligen Vorgesetzten, den Reichspräsidenten Paul von Hindenburg geschrieben haben soll, um ihn vor der Ernennung Hitlers zum Reichskanzler zu warnen, wurde in den neunziger Jahren als Fälschung enttarnt.
- Die Rede Josef Stalins vor dem Zentralkomitee der KPdSU, in der er am 19. August 1939 sein Kalkül erläutert haben soll, Deutschland und die Westmächte in einen Krieg gegeneinander zu treiben, um dann anschließend die geschwächten kapitalistischen Staaten anzugreifen, wird von verschiedenen Vertretern der Präventivkriegsthese als Beleg angeführt. In Wahrheit handelte es sich um eine Fälschung, die durch die französischen Nachrichtenagentur Havas verbreitet wurde, aber von einer anderen, möglicherweise dem französischen Geheimdienst nahestehenden Quelle stammte.[5]
- Die „Dossiers Secrets“ in der Bibliothèque Nationale in Paris sollten das Wirken der angeblich seit Jahrhunderten existierenden Prieuré de Sion nachweisen und den Fälscher, Pierre Plantard, zum rechtmäßigen Nachfolger der Merowinger erklären.
- Die Hitler-Tagebücher, die die Illustrierte Stern 1983 mit großem Werbeaufwand veröffentlichte („Die Geschichte des Nationalsozialismus muss neu geschrieben werden!“), erwiesen sich rasch als Werk des Fälschers Konrad Kujau.
- 1987 wurde die Laichinger Hungerchronik als antijüdische Fälschung entlarvt.
- 2005 tauchte eine Ausgabe des Sidereus Nuncius von Galileo Galilei auf, in der bisher unbekannte Tuschezeichnungen enthalten waren, die Galilei persönlich zugeschrieben wurden.[6] Diese von renommierten Fachexperten der Kunstgeschichte als echt befundene,[7] sensationelle Entdeckung erwies sich 2012 als Fälschung, die mutmaßlich von dem italienischen Antiquar und Hochstapler Marino Massimo De Caro in den Antiquitätenhandel gebracht worden war.[8][9][10][11]

- Martin Allen, britischer Autor von Büchern zur Geschichte des Zweiten Weltkriegs, hat für seine Publikationen 29 gefälschte Papiere verwendet, die in echte Akten der National Archives, Kew, hineinmanipuliert worden waren. Diese Fälschungen wurden 2004–2008 aufgedeckt.[12] Allen selbst ist dringend dieser Manipulation verdächtig; wegen seines schlechten Gesundheitszustandes verzichtete der Crown Prosecution Service jedoch auf Erhebung einer Anklage.

### Medizin
- Der Genetiker und Arzt Karl Illmensee publizierte im Jahr 1981, er habe als weltweit erster drei Mäuse geklont. Seine Experimente wurden jedoch von einer Untersuchungskommission als „wissenschaftlich wertlos“ eingestuft. Es konnte jedoch keine Fälschung nachgewiesen werden. Die Kommission schlug vor, die beanstandeten Experimente in internationaler Zusammenarbeit zu wiederholen. Die Ergebnisse dieser erfolgreichen Wiederholungen wurden international begutachtet und veröffentlicht.[13][14]
- Eine PR-Agentur erstellte im Auftrag eines Tochterunternehmens des Pharma-Konzerns Pfizer Werbetexte für deren Medikamente, unter die Mediziner ihre Namen setzen ließen. Diese Texte gelangten zwischen 1997 und 2003 durch das Peer-Review-System bekannter Fachzeitschriften, wo sie daraufhin beschönigende Angaben zu Therapieerfolgen und Nebenwirkungen der besprochenen Hormon-Medikamente machten. Die Pfizer-Tochter Wyeth konnte mit zwei von diesen Medikamenten allein 2001 einen Umsatz von zwei Milliarden US-Dollar erwirtschaften. Als eine öffentlich finanzierte Großuntersuchung die Fälschung aufdeckte, verklagten über 14.000 Frauen das Pharmaunternehmen auf Schadensersatz, da sie nach Hormonbehandlungen mit den beworbenen Präparaten an Brustkrebs erkrankt waren. Dieser Fall löste eine Debatte über Wissenschafts-Ghostwriting aus.[15]
- Steven Eaton, ehemals Angestellter der US-amerikanischen Firma Aptuit, wurde 2013 zu einer Gefängnisstrafe verurteilt, weil er seit 2003 zahlreiche Analyse-Daten von klinischen Studien so manipuliert hatte, dass ergebnislose Tests als erfolgreich bewertet wurden. Daraufhin mussten mehrere hundert Studienergebnisse überprüft werden, und mehrere neue Medikamentenwirkstoffe kamen verspätet in den Handel.[16]

### Paläontologie
- Würzburger Lügensteine: 1725 wurden dem Würzburger Wissenschaftler Johannes Bartholomäus Adam Beringer Kalksteine mit nachgebildeten, heute skurril anmutenden „Fossilien“ untergeschoben.

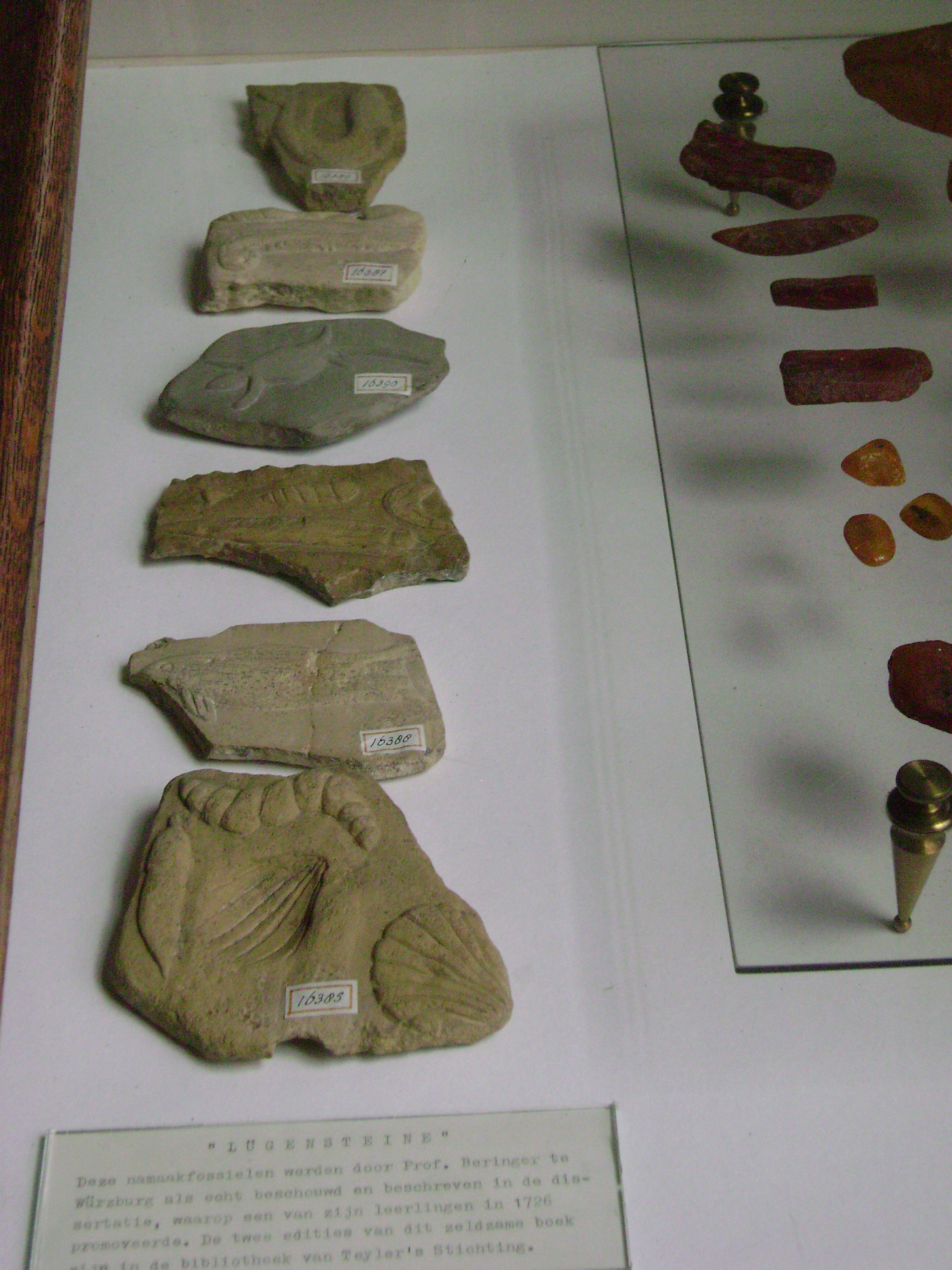
Einige Würzburger Lügensteine im Teylers Museum, Haarlem

- Der Goldschmied L. Barth aus Stein am Rhein handelte zwischen 1820 und 1870 erfolgreich mit jungtertiären Fossilien aus dem Fundort Öhningen. Von hier stammt auch der durch Johann Jakob Scheuchzer als Homo diluvii testis beschriebene Riesensalamander, der von ihm als während der Sintflut ertrunkener fossiler Mensch fehlinterpretiert wurde. Barths Handel lief so gut, dass er schließlich die Nachfrage nicht mehr befriedigen konnte und gefälschte Stücke abgab. Als seine bekannteste Eigenproduktion gilt ein Vogel, den er mit großer Kunstfertigkeit aus Fischknochen zusammensetzte.[17]
- Im Novemberheft 1999 von National Geographic wurde „Archaeoraptor“, ein angebliches Bindeglied zwischen Dinosauriern und Vögeln, ausführlich vorgestellt, der zuvor von einem US-amerikanischen Museum aus China importiert worden war. Im Jahr 2000 wurde der Fund zwar als „echtes Fossil“ bestätigt, jedoch war es von seinem Entdecker aus zwei fossilen Bruchstücken unterschiedlicher Tierarten zusammengefügt worden.[18]

## Umstrittenes

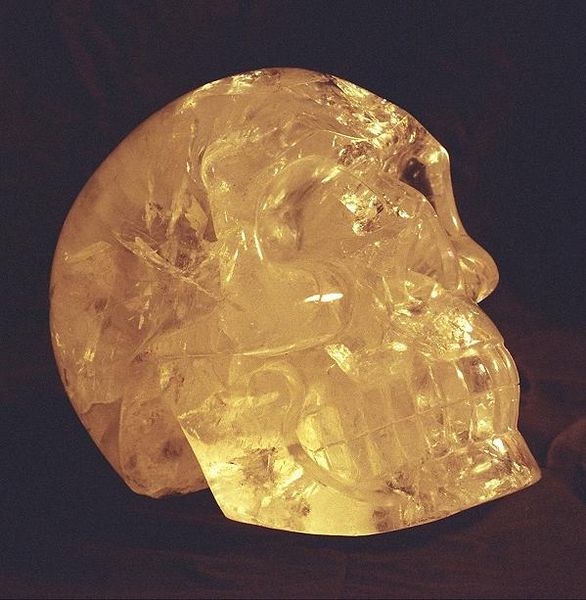
Kristallschädel aus Bergkristall

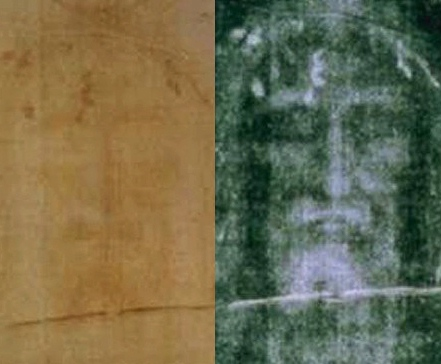
Das Turiner Grabtuch, Fotografie des Gesichts, Positiv links, rechts Negativ (Kontrast etwas verstärkt)

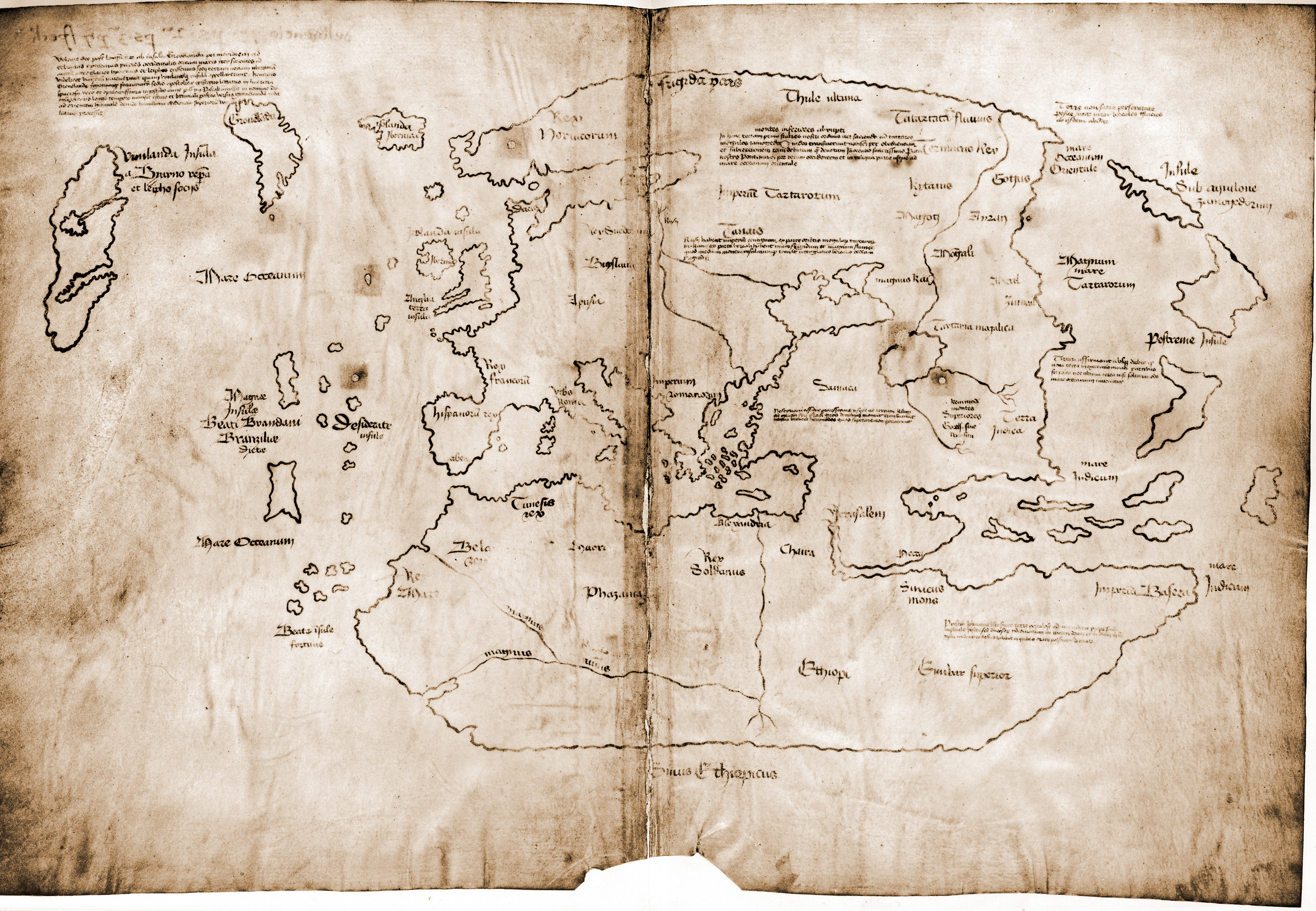
Vinland-Karte.
Yale University, Beinecke’s Rare Book and Manuscript Library, MS 350A

- Ein Artemidor von Ephesos zugeschriebener Papyrus („Artemidor-Papyrus“), auf dem die angeblich älteste Darstellung der iberischen Halbinsel verzeichnet ist, wurde möglicherweise im 19. Jahrhundert von Konstantinos Simonides oder sogar erst in jüngster Zeit fabriziert. Der Papyrus war 2004 von der Turiner Fondazione per l’Arte della Compagnia di Sanpaolo für 2,75 Mio. Euro erworben und danach in diversen renommierten Museen ausgestellt worden. Die Stiftung hat 2009 entschieden, „in der eigenen Bilanz den Wert des Papyrus zu revidieren und auf null zu setzen.“[19]
- Die so genannten Kristallschädel, welche den Hochkulturen Mittel- und Südamerikas zugeschrieben werden. Diese Zuschreibung ist allerdings umstritten, da man bei Kristallen keine eindeutige wissenschaftlich fundierte Datierung vornehmen kann. Nach Analyse einiger Bearbeitungs- und Gebrauchsspuren könnten die Schädel auch Fälschungen des 19. Jahrhunderts sein.
- Das Turiner Grabtuch, welches durch eine 1988 durchgeführte Radiokohlenstoffdatierung auf das Jahr 1357 datiert wurde. Diese Feststellung wird allerdings von diversen Forschern wieder in Zweifel gezogen, da durch gewisse Begleitumstände wie Hitze, Bakterien oder Pilze die genaue Datierung möglicherweise verfälscht worden sei.
- Der Runenstein von Kensington galt jahrelang als Beweis dafür, dass die Wikinger in den USA bis an das Ende der Großen Seen in die Gegend um das heutige Duluth (Minnesota) vorgedrungen waren. Zwischenzeitlich für eine Fälschung gehalten, ergeben neuere Hinweise die Möglichkeit der Authentizität.
- Die „Vinland-Karte“ zeigt die früheste überlieferte Kartierung Nordamerikas. Sie wurde von vielen Forschern als Fälschung angesehen, soll neuesten Erkenntnissen zufolge aber authentisch sein.
- Die Andonian-Dokumente sind Telegramme, die großteils von Talât Pascha gesendet worden sein sollen. Die Telegramme enthalten angebliche Befehle, die zum Völkermord an den Armeniern aufrufen. Diese Telegramme spielen in der Genozidforschung keine bedeutende Rolle, denn eine Vielzahl von Wissenschaftlern hält sie für Fälschungen. Andere halten sie für wahrscheinlich authentisch.
- Die Inschrift von Parahyba in Brasilien bewies angeblich einen Kontakt der Phönizier mit der Neuen Welt, wurde dann aber als Fälschung klassifiziert. Später, in der frühen 2. Hälfte des 20. Jahrhunderts, sprach sich eine Reihe von Fachwissenschaftlern vor dem Hintergrund neuerer Erkenntnisse für ihre Echtheit aus, während diese von anderen vehement bestritten wurde. Da das Original der beschrifteten Steintafel verschollen ist (es existieren nur noch Abschriften), wird sich diese Streitfrage wohl nicht mehr klären lassen.